# Etelka Gerster
Etelka Gerster (aussi Elka Gerster ou Etelka Gerster-Gardini, née le 25 juin 1855 à Kaschau (royaume de Hongrie, dans l'empire d'Autriche) et morte le 20 août 1920 à Pontecchio) est une soprano allemande de Hongrie et professeure de chant.

## Biographie

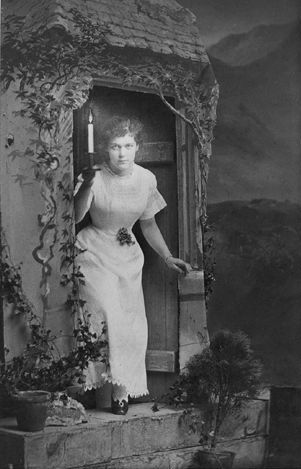
Etelka Gerster en 1878 à New York.

Etelka Gerster est la fille d'un propriétaire d'usine germanophone. Elle est découverte par le compositeur Michael Hebenstreit. Elle est l'élève de Mathilde Marchesi et fait ses débuts à la Fenice de Venise en 1876 dans le rôle de Gilda dans Rigoletto et chante à Londres l'année suivante dans La sonnambula et dans Lucia di Lammermoor.
Elka Gerster épouse l’imprésario, et plus tard consul des États-Unis à Bologne, Carlo Gardini (1833-1917), en 1877. Elle est la mère de deux filles : Elca et Berta, artiste lyrique et épouse du chef d'orchestre Fritz Reiner
En 1878, elle se produit à l'Académie de musique de la ville de New York, où elle est considérée comme l'une des principales chanteuses de son temps et comme une rivale de la chanteuse d'opéra Adelina Patti.
Elle part en tournée aux États-Unis pour la première fois, avec les tournées de James Henry Mapleson (en) en 1879 pendant deux saisons. Pendant la tournée américaine de 1878-1879, elle chante aux côtés d'Italo Campanini (en) dans Il talismano d'Antonio Salieri et Giacomo Rust et dans La traviata. À la fin de la tournée, elle a donné un concert au bénéfice des victimes des inondations de Szeged en Hongrie, son pays natal. Ensuite elle tourne avec Maurice Strakosch (en) de 1881 à 1884.
Pendant la saison 1880, elle chante au Her Majesty's Theatre dirigé par James Henry Mapleson (en).
Elle chante au Carltheater à Vienne en 1883 où elle obtient un grand succès. Le critique du Ménestrel écrit : « Le succès de la troupe a été étourdissant. Madame la princesse de Metternich déchira ses gants à force d'applaudir Etelka Gerster, une prima donna qui par la voix rappelle la Patti et par son jeu endiablé Sarah Bernhardt... À l'heure qu'il est, Etelka Gerster est l'idole des Viennois. Son nom est dans toutes les bouches et le public se porte en foule au Carl pour l'entendre ». Elle passe ensuite Théâtre d'opéra de la cour impériale et royale de Vienne.
En juin 1883, à la fin de la saison des concerts Pasdeloup, elle chante pour un concert au bénéfice de Jules Pasdeloup au Cirque des Champs-Élysées avec Francis Planté. Le critique du Figaro écrit : « Mme Gerster a chanté l'air final de la Sonnambula, l'andante surtout, avec une voix pure, veloutée, d'un charme extrême. Elle a également bien dit l'andante de l'air de la Reine de la Nuit, de la Flûte enchantée. Elle s'est révélée artiste fort originale dans une chanson russe, le Rossignol, où sa virtuosité a triomphé des excentricités vocales les plus aventureuses. Nous avouons cependant que la cantatrice nous a moins plu dans cette partie du programme lorsque l'on aborde le domaine du casse-cou, l'exécutant le plus habile sait-il bien où il va? En somme, le succès de Mme Etelka Gerster a été très grand et le public a fêté la cantatrice étrangère avec toute la courtoisie et la chaleur parisiennes ».
Il est possible qu'elle ait perdu sa voix à la suite de la naissance de sa fille Berthe. En décembre 1887, elle perd sa voix lors d'une représentation au Metropolitan Opera House de New-York. Gerster, après une absence de quatre ans, parait dans un concert entrepris par Henry Eugene Abbey (en) ; le théâtre est comble, car « la Gerster » est une étoile favorite. Le New York Herald rapporte : « Le physique est le même, même charme; mais à peine eut-elle commencé Una voce poco fa du Barbier de Séville, que l'on sut à quoi s'en tenir. Le public fut très affecté. Les artistes ne purent retenir leurs larmes. Ce fut une scène des plus pathétiques... Ce n'est même plus une voix ». En 1888, elle dit qu'elle a l'intention de donner un concert avant de quitter les États-Unis pour revenir en Europe. Elle veut prouver ainsi que les bruits que l'on a répandus sur la perte de sa voix sont, sinon complètement faux, au moins grandement exagérés. Gerster n'a jamais plus chanté de nouveau après 1889.
À partir de 1896 jusqu'en 1917, elle enseigne le chant à Berlin.

## Élèves notables
- Clara Butt , alto britannique
- Julia Culp, « Le rossignol néerlandais ».

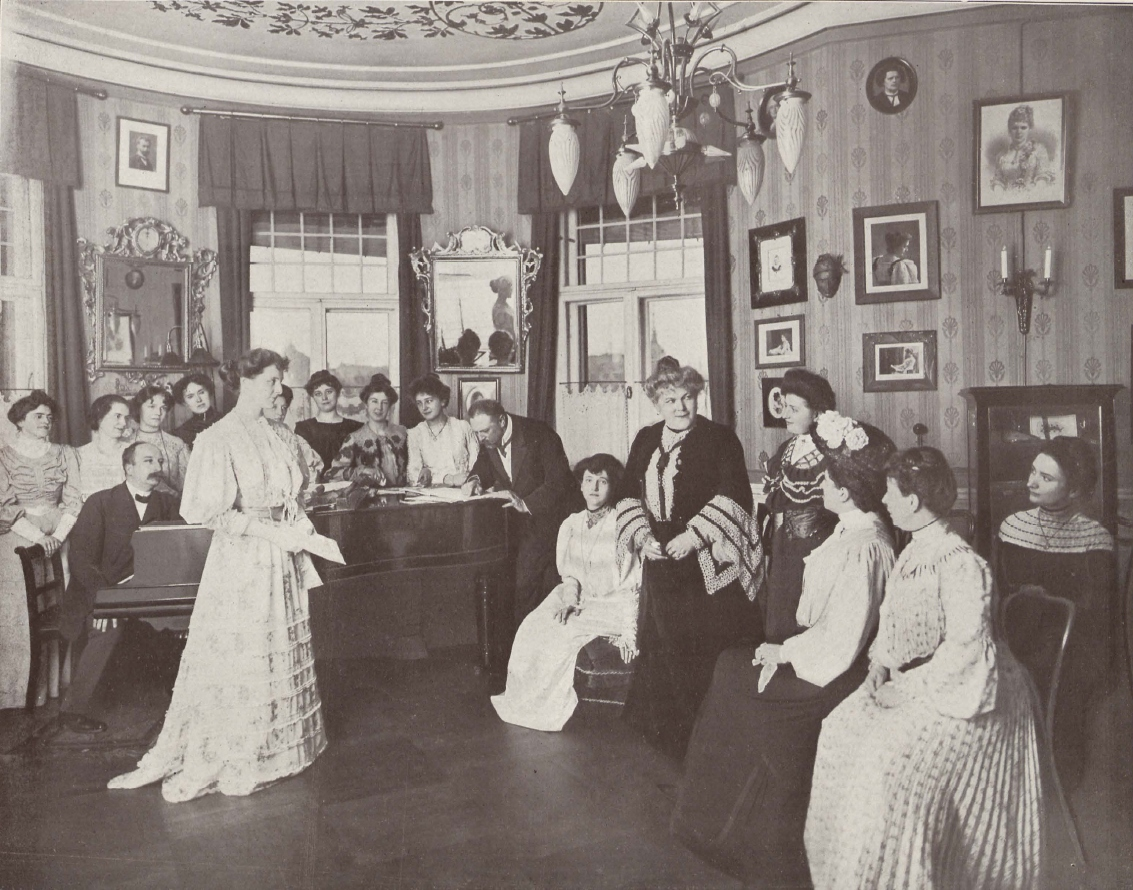
Elka Gerster dans le cercle de ses étudiants à Berlin, 1905 (Photo par Zander & Labisch).

- Susanne Dessoir (de), chanteuse de lieder et d'oratorios
- Jenny Dufau, soprano
- Magda von Dulong (de), mezzo soprano
- Ilona Durigo , alto hongroise
- Birgit Engell (de), soprano danoise
- Ella Gmeiner, mezzo-soprano
- Mary Hagen , soprano allemande
- Else Knepel,
- Elise Kühne , soprano
- Lotte Lehmann, chanteuse d'opéra germano-américaine
- Agnes Leydhecker , Alto allemande
- Lula Mysz-Gmeiner, chanteuse de concert allemande
- Matja von Niessen-Stone
- Elisabeth Ohlhoff (de), chanteuse d'opéra allemande
- Fanny Opfer (de), chanteuse de lieder et d'oratorios
- Signe von Rappe (de), soprano suédoise
- Therese Behr-Schnabel, chanteuse d'opéra allemande et chanteuse lieder

## Source
- Le Ménestrel, Paris, 1833-1940 (lire en ligne), lire en ligne sur Gallica
- Le Monde artiste puis "illustré", Paris, 1862-1914 (lire en ligne), lire en ligne sur Gallica